# Phân tích mạng lưới chuỗi cung ứng
Phân tích mạng lưới chuỗi cung ứng là một khái niệm lý thuyết tích hợp quản lý chuỗi cung ứng và phân tích mạng được giới thiệu bởi Lazzarini, Chaddad và Cook vào năm 2001. Trong khi phân tích chuỗi cung ứng tập trung vào phân tích dọc và mạng về sự phụ thuộc theo chiều ngang giữa các công ty, phân tích netchain kết hợp cả hai loại phụ thuộc lẫn nhau vào một khái niệm. Phân tích Mạng lưới chuỗi cung ứng nhấn mạnh các nguồn cơ chế tạo và phối hợp giá trị tương ứng với các loại phụ thuộc lẫn nhau khác nhau. Trong thực tế, phân tích Mạng lưới chuỗi cung ứng thường được sử dụng theo cách tổng quát hơn đề cập đến viễn cảnh có tính đến chuỗi tài khoản và đặc điểm mạng. Tuy nhiên, nó khác nhau trong trọng tâm và trong các công cụ được sử dụng từ khoa học mạng lưới.

## Mạng lưới chuỗi cung ứng
Mạng lưới chuỗi cung ứng là một tập hợp các mạng bao gồm các mối quan hệ ngang giữa các công ty trong một ngành hoặc nhóm cụ thể, được sắp xếp tuần tự dựa trên mối quan hệ dọc giữa các công ty trong các lớp khác nhau. Trong thực tế, cụm từ Mạng lưới chuỗi cung ứng thường được sử dụng theo cách tổng quát hơn đề cập đến một hệ thống có đặc điểm chuỗi và mạng. Từ quan điểm đó, phối cảnh thậm chí còn quan trọng hơn chính đối tượng.
Trong viễn cảnh thực tế hơn, Mạng lưới chuỗi cung ứng được sử dụng thay vì " chuỗi và mạng ". Tình huống đơn giản nhất là các công ty hình thành chuỗi cung ứng hoặc mạng lưới mà họ đang bán sản phẩm cho nhau. Cụm từ Mạng lưới chuỗi cung ứng nắm bắt hai khía cạnh chính của sự hợp tác. Chuỗi phản ánh khía cạnh cứng, nơi các sản phẩm và tiền đang chảy (chuỗi) và mạng lưới phản ánh khía cạnh mềm mại, mạng lưới của những người có mối quan hệ không chính thức. Các đại diện thông thường của netchains cũng cho thấy sự phụ thuộc ngang và dọc giữa các công ty. Các mạng cụ thể với sự phụ thuộc chủ yếu theo chiều ngang được sắp xếp tuần tự dựa trên mối quan hệ dọc giữa các công ty trong các mạng khác.

## Sự phụ thuộc lẫn nhau trong mạng lưới chuỗi cung ứng
Ba loại phụ thuộc lẫn nhau của tổ chức có thể được phân biệt để kiểm tra các mối quan hệ của các công ty. Sự phụ thuộc lẫn nhau là sự kết nối lẫn nhau, yếu và gián tiếp của một số thực thể. Sự phụ thuộc lẫn nhau xảy ra, khi đầu ra của một đơn vị là cần thiết cho đơn vị khác tiếp theo hoạt động. Sự phụ thuộc lẫn nhau qua lại kết hợp hai yếu tố trước dẫn đến mối quan hệ trực tiếp, bền chặt. Phân tích Mạng lưới chuỗi cung ứng xây dựng dựa trên các cụm từ trên và tập trung chủ yếu vào tất cả các loại phụ thuộc lẫn nhau.

## Ví dụ

### Mối quan hệ giữa người mua và nhà cung cấp
Có lẽ netchain đơn giản nhất là kiểm tra mối quan hệ giữa người mua và nhà cung cấp. Quản lý chuỗi cung ứng truyền thống tập trung vào sự phụ thuộc tuần tự giữa một người mua và nhà cung cấp cụ thể, tuy nhiên mối quan hệ giữa các nhà cung cấp cũng có thể quan trọng. Thông thường, nhà cung cấp và người mua được kết nối thông qua các phụ thuộc tuần tự, trong khi các nhà cung cấp phụ thuộc lẫn nhau. Các hiệp hội nhà cung cấp và các nhóm trao đổi kiến thức cung cấp các ví dụ tốt cho sự phụ thuộc lẫn nhau giữa các nhà cung cấp.

### Chuỗi thức ăn liên tổ chức
Storer, Holmen và Pedersen mô tả một Mạng lưới chuỗi cung ứng được chế tạo xung quanh một bộ xử lý thực phẩm. Bộ xử lý thực phẩm sử dụng đầu ra của thịt và bộ xử lý rau và bán thực phẩm cho các nhà hàng. Các nhà chế biến thịt và rau đang sử dụng đầu ra của các nhà sản xuất chính, trong khi các nhà hàng phục vụ người tiêu dùng và cũng được kết nối với bộ xử lý rau và bộ xử lý thịt. Hơn nữa, các nhà sản xuất chính cũng chia sẻ thông tin với bộ xử lý thực phẩm. Mục đích chính của toàn bộ chuỗi / mạng thực phẩm là phục vụ nhu cầu của người tiêu dùng và họ cần hợp tác để đạt được điều này. Kết quả là, một hệ thống kết nối mạnh mẽ được hình thành, có thể được mô tả như là một Mạng lưới chuỗi cung ứng.

## Sự phát triển xa hơn
Phân tích Mạng lưới chuỗi cung ứng được xác định nghiêm ngặt không thể trở nên phổ biến trong lĩnh vực quản lý chuỗi cung ứng. Sau khi giới thiệu, khái niệm Mạng lưới chuỗi cung ứng đã được sử dụng rộng rãi trong lĩnh vực kinh doanh nông sản. Tuy nhiên, quan điểm của khoa học mạng và phân tích mạng được sử dụng ngày càng nhiều hơn để kiểm tra chuỗi / mạng lưới cung ứng. Trước hết, khi công nghệ thông tin phát triển giao tiếp trở nên dễ dàng hơn. Thứ hai, ngày càng có nhiều công ty bắt đầu nhận ra tầm quan trọng của sự hợp tác với các công ty hoạt động trong cùng một môi trường. Sự thay đổi này tạo cơ hội cho phân tích chuỗi cung ứng để tích hợp kiến thức và công cụ của khoa học mạng lưới.

### Chân trời khách hàng
Đường chân trời của khách hàng cho thấy định hướng thị trường của một công ty trong trường hợp của các mạng lưới chuỗi cung ứng. Trong một chuỗi và môi trường mạng, nó phản ánh khả năng của các công ty trong việc xác định khách hàng hạ nguồn và những gì họ cần. Cụm từ và hai phép đo về chân trời khách hàng, chiều rộng và chiều dài, được giới thiệu bởi Storer, Holman và Pedersen vào năm 2010. Tầm quan trọng của định hướng thị trường trở nên phức tạp hơn trong một môi trường vô nghĩa, bởi vì việc xác định khách hàng của một đơn vị cụ thể khó khăn hơn. Do đó, điều quan trọng hơn nữa là các công ty phải phân bổ nguồn lực cho mục đích này trong các trường hợp không đúng.

### Mạng lưới chuỗi cung ứng xã hội trong môi trường kinh doanh nông nghiệp
Khái niệm về các mối quan hệ xã hội tập trung vào các mối quan hệ giữa các cá nhân thay vì kết nối giữa các công ty. Talamini và Ferreira đã thiết kế nó chủ yếu cho lĩnh vực kinh doanh nông sản, nơi mối quan hệ cá nhân quan trọng hơn.